# Hubin
Hubin (en chino, 湖滨; pinyin, Húbīn (escuchar)ⓘ[bin]) es un distrito urbano bajo la administración directa de la Prefectura  Sanmenxia  en la Provincia de Henan, República Popular China.  Su área es de 380 km² y su población total para 2020 superó los 280 mil  habitantes. El mayor grupo étnico es el Han con el 98,8% del total. Es el asiento de poderes políticos y económicos de Sanmenxia.

## Administración
A junio de 2025, el  Distrito Hubin   se divide en 10 pueblos  administrados  en 7 subdistritos y 3  poblados.

## Toponimia
El topónimo Hubin [/Ju-bin/] se compone de los sinogramas Hu (lago) y Bin (orilla).
Se ubica en las orillas del Río Amarillo, donde la Represa Sanmenxia (三门峡水利枢纽) forma un lago, de ahí su nombre.

## Clima
La zona donde yace Hubin es de clima monzónico continental. El clima es cálido, con veranos calurosos, primavera templada, otoños e inviernos fríos. El sol es abundante, las precipitaciones son desiguales en cada mes, el viento es intenso y el clima es seco.
La primavera comienza a fines de marzo (10~22 °C) y dura 56 días; el verano comienza a finales de mayo (+22 °C) y dura 103 días; el otoño comienza a principios de septiembre (10~22 °C) dura 66 días; el invierno comienza los primeros días de noviembre (inferior a 10 °C) y la duración es de 140 días.
| Parámetros climáticos promedio de Hubin (1971-2000) | Parámetros climáticos promedio de Hubin (1971-2000) | Parámetros climáticos promedio de Hubin (1971-2000) | Parámetros climáticos promedio de Hubin (1971-2000) | Parámetros climáticos promedio de Hubin (1971-2000) | Parámetros climáticos promedio de Hubin (1971-2000) | Parámetros climáticos promedio de Hubin (1971-2000) | Parámetros climáticos promedio de Hubin (1971-2000) | Parámetros climáticos promedio de Hubin (1971-2000) | Parámetros climáticos promedio de Hubin (1971-2000) | Parámetros climáticos promedio de Hubin (1971-2000) | Parámetros climáticos promedio de Hubin (1971-2000) | Parámetros climáticos promedio de Hubin (1971-2000) | Parámetros climáticos promedio de Hubin (1971-2000) |
| Mes                                                 | Ene.                                                | Feb.                                                | Mar.                                                | Abr.                                                | May.                                                | Jun.                                                | Jul.                                                | Ago.                                                | Sep.                                                | Oct.                                                | Nov.                                                | Dic.                                                | Anual                                               |
| --------------------------------------------------- | --------------------------------------------------- | --------------------------------------------------- | --------------------------------------------------- | --------------------------------------------------- | --------------------------------------------------- | --------------------------------------------------- | --------------------------------------------------- | --------------------------------------------------- | --------------------------------------------------- | --------------------------------------------------- | --------------------------------------------------- | --------------------------------------------------- | --------------------------------------------------- |
| Temp. máx. media (°C)                               | 4.6                                                 | 7.9                                                 | 13.5                                                | 21.3                                                | 26.8                                                | 30.9                                                | 31.6                                                | 30.3                                                | 25.5                                                | 20.0                                                | 12.5                                                | 6.3                                                 | 19.3                                                |
| Temp. mín. media (°C)                               | −4.1                                                | −1.2                                                | 3.8                                                 | 10.3                                                | 15.2                                                | 19.6                                                | 22.4                                                | 21.5                                                | 16.3                                                | 10.1                                                | 3.3                                                 | −2.4                                                | 9.6                                                 |
| Precipitación total (mm)                            | 5.7                                                 | 7.4                                                 | 22.1                                                | 38.7                                                | 51.8                                                | 65.7                                                | 112.6                                               | 95.4                                                | 84.0                                                | 50.1                                                | 20.1                                                | 5.4                                                 | 559.0                                               |
| Días de precipitaciones (≥ 0.1 mm)                  | 3.3                                                 | 3.6                                                 | 5.7                                                 | 7.1                                                 | 7.7                                                 | 8.9                                                 | 10.5                                                | 10.1                                                | 9.4                                                 | 8.3                                                 | 5.4                                                 | 2.8                                                 | 82.8                                                |
| Fuente: Weather China                               |                                                     |                                                     |                                                     |                                                     |                                                     |                                                     |                                                     |                                                     |                                                     |                                                     |                                                     |                                                     |                                                     |